# Association des sociologues du Pacifique
L'Association des sociologues du Pacifique (« Pacific Sociological Association », PSA), fondée en 1929, est l'association professionnelle des sociologues pour l'aire du Pacifique de l'Amérique du Nord. Elle est basée à Sacramento, État de Californie aux États-Unis.
La mission de l'Association des sociologues du Pacifique est « de propulser la recherche savante sur tous les processus et secteurs sociaux de la vie sociale, pour favoriser un enseignement de qualité de la connaissance sociologique » (indication du site internet).
L'Association tient des réunions annuelles et édite Sociological Perspectives.
La présidence de l'organisation change chaque année à ses conférences annuelles. Le titre est actuellement détenu par Peter Nardi. Celui-ci a succédé à Pepper Schwartz au printemps 2006.

## Voir également